# Sahuarita, Arizona
Sahuarita är en stad (town) i Pima County, i delstaten Arizona, USA. Enligt United States Census Bureau har staden en folkmängd på 25 458 invånare (2011) och en landarea på 80,4 km².